# بيدغوشتش
بيدغوشتش (بالبولندية: Bydgoszcz) (بالألمانية: Bromberg) هي مدينة في شمال بولندا على نهري بردا وفيستولا. يبلغ عدد سكانها 358,029 حسب (شهر يونيو 2009). بيدغوشتش هي ثامن أكبر مدينة في بولندا. وفي نفس الوقت عاصمة مقاطعة بيدغوشتش. تأسس المدينة على الأرجح قبل عام 1238 ونالت حقوق المدينة في سنة 1346.

## توأمة
لبيدغوشتش اتفاقيات توأمة مع كل من:
- مانهايم (1991 - )
- بافلودار (23 أبريل 2012 - )[9]
- فيلهلمسهافن (1 مارس 2006 - )
- بيتيشت
- هارتفورد
- ريدجو إميليا
- باتراس [10]
- كريمنشوك
- تشيركاسي
- بيرث

## أعلام
- يرزي آدمسكي
- ماريان رييفيسكي
- كورت تانك
- زبيغنيو بونيك
- كازيميرز نيومان
- جان كرزيستوف بيليكي
- ياتسيك غورالسكي

## وصلات خارجية
- (بالإنجليزية) الموقع الرسمي